# Lion Mark
Il Lion Mark è un marchio di conformità britannico sviluppato nel 1988 dalla British Toy & Hobby Association (BTHA) e utilizzato per identificare i giocattoli considerati sicuri e di alta qualità.

## Descrizione
Il Lion Mark rappresenta un volto di leone rosso e bianco in un triangolo con sfondo giallo e bordi verdi.
Certifica la conformità alle norme tecniche EN 71 Safety of toys e EN IEC 62115 Electric toys - Safety nel caso dei giocattoli elettrici.
È un marchio di conformità volontario e solo i membri della British Toy & Hobby Association possono utilizzarlo. Viene utilizzato anche per indicare i cosiddetti "rivenditori Lion Mark approvati", attraverso un'iniziativa congiunta della British Toy & Hobby Association e della Toy Retailers Association (TRA).